# تود دونيفنت
تود دونيفنت (بالإنجليزية: Todd Dunivant)‏ (26 ديسمبر 1980 بويت ريدج في الولايات المتحدة - ) هو لاعب كرة قدم أمريكي في مركز الدفاع. شارك مع منتخب الولايات المتحدة لكرة القدم. أما مع النوادي، فقد لعب مع سان خوسيه إيرثكويكس ولوس أنجلوس غلاكسي ونادي تورونتو ونيويورك ريد بولز ولوس انجلوس غالاكسي 2 وكولورادو رابيدز يو-23 ‏.

## وصلات خارجية
- تود دونيفنت على موقع الدوري الأمريكي (الإنجليزية)
- تود دونيفنت على موقع قاعدة بيانات كرة القدم.إي يو (الإنجليزية)
- تود دونيفنت على موقع ناشيونال فوتبول تيمز (الإنجليزية)
- تود دونيفنت على موقع Soccerway.com (الإنجليزية)
- تود دونيفنت على موقع AS.com (الإسبانية)